# Reckoner
Reckoner – ballada electrorockowa angielskiej grupy Radiohead, wydana jako trzeci oficjalny singiel pochodzący z ich siódmego albumu In Rainbows. Udostępniono go w formacie cyfrowym do pobrania 23 września 2008 roku. Utwór dotarł do 74. pozycji na UK Singles Chart. Serwis muzyczny Pitchfork umieścił utwór na 254. miejscu wśród najlepszych utworów dekady.

## Teledysk
Wideoklip zrealizowany został przez twórcę animacji Clementa Picona (oficjalnie jako Virtual Lasagne). Jego koncepcja wygrała w konkursie ogłoszonym przez Radiohead oraz studio animacji Aniboom, którego wyniki ogłoszone zostały w październiku 2008 roku. Przedstawia on wymieranie pełnego zieleni miejsca, co ma pokazywać wykorzystywanie lasów przez ludzkość.

## Utwór na koncertach
Piosenka była wykonywana na żywo, zarówno przez zespół, jak i wokalistę Thoma Yorke’a od 2007 roku.